# 安大熙
安 大熙（アン・デヒ、안대희、1955年3月31日 - ）は、大韓民国の検察官、裁判官、弁護士。最高裁判事などを歴任し、権力の不正疑惑を暴いてきた経歴や剛直と評されるそのイメージから国民検事の異名を持つ。2014年5月22日、朴槿恵大統領より次期国務総理（首相に相当）の指名を受けたが、5月28日に指名を辞退した。

## 来歴
1955年3月31日、大韓民国慶尚南道咸安郡に生まれる。中学校時代にソウルに移り、京畿高等学校を卒業後はソウル大学校法学部に進学。20歳の時に第17回司法試験に合格し、この時の同期合格者には後に大統領を務めた盧武鉉がいる。司法研修院で研修を終えた後は陸軍法務官を務め、25歳の時に当時の最年少で検事となりソウル大を中退した。
ソウル地方検察庁の検事となった安は特別捜査を主に担当し、大検察庁（最高検察庁）中央捜査部長を務めていた2003年、野党ハンナラ党に持ち上がった大統領選挙資金不正疑惑に対して捜査対象を大統領側近や与党に拡大。安自身が捜査終了後、与野党や政界の全て、大統領側近、そして大企業にまたがる「聖域なき捜査」だったと振り返ったとおり韓国の政財界を揺るがす大規模な捜査となり、世論の高い支持を受けた。インターネット上では安を応援するファンクラブが作られるなど安の名前が国民に知られるきっかけともなった。2006年から2012年まで最高裁判事を務め、退任後は弁護士活動を開始する。以降、半年間で収入が11億ウォン（約1億1000万円）増加したことが後に国務総理に指名された際に批判されることとなる。
2012年大韓民国大統領選挙では朴槿恵陣営よりスタッフとして迎え入れられ、政治刷新特別委員会委員長に就任し、朴の公約作りに携わり、政界の特権構造を廃止する改革案を提案するなどしている。選挙活動中、朴が盧武鉉の側近だった韓光玉を陣営に迎え入れようとしたことに反対を直言したことや、中央捜査部廃止の公約をめぐり摩擦が起きるなど朴とは意見が対立し、選挙後は政治の一線からいったん身を引くことになるが、このことが朴に対して苦言を惜しまない人物との評価を受けることとなった。大統領選挙終了後、セヌリ党を離れ再び弁護士活動に戻り、建国大学校ロースクール客員教授や国税庁税務調査監督委員会の初代委員長などを務めた。

### 国務総理指名と辞退
2014年4月16日に発生したセウォル号沈没事故では政府の対応の不手際が批判され、4月27日に鄭烘原が国務総理辞任を表明。5月22日、朴槿恵より後継の国務総理に指名された。指名を受け記者会見した安は、国家安全システムの革新、国と社会の基本を正すなど決意を表明した。
鄭烘原も検事出身であり、朴槿恵政権下では2代続けて法曹界からの国務総理誕生となることにはため、野党・ 新政治民主連合より「国民的な期待に背を向ける」との批判もあった。
その後、最高裁判事退官後に弁護士となったが、弁護士業を開業した後の5ヶ月の間に、16億ウォンもの収入を得ていた。この収入は、元裁判官の経歴を利用して不透明な収入という疑惑があり、批判された。11億ウォンを寄付すると表明したものの5月28日になって記者会見を開き、国務総理指名を辞退することを表明した。